# Gor
|  | Per a altres significats, vegeu «Ghur». |

Gor és un municipi andalús situat a la província de Granada, a la comarca de Guadix. Es compon d'un nucli principal i el barris disseminats de Las Viñas, Cenascuras, Las Juntas, Los Balcones, Los Corrales, La Rambla Valdiquín, El Royo Serval i La Estación de Gorafe.
El municipi comprèn els nuclis de població de Gor, Cenascuras, Rambla de Valdiquín, Las Viñas, Las Juntas, Royo del Serval, Los Corrales, Estación de Gorafe i una petita part de Los Balcones, situat entre el límit municipal de Gor i Guadix.